# San Vicente, Misiones
San Vicente är en ort i Argentina.   Den ligger i provinsen Misiones, i den nordöstra delen av landet, 1 000 km norr om huvudstaden Buenos Aires. San Vicente ligger 603 meter över havet och antalet invånare är 38 247.
Terrängen runt San Vicente är platt åt sydost, men åt nordväst är den kuperad. San Vicente ligger uppe på en höjd. San Vicente är det största samhället i trakten.
I omgivningarna runt San Vicente växer i huvudsak städsegrön lövskog. Runt San Vicente är det mycket glesbefolkat, med 7 invånare per kvadratkilometer.